# 865
865 је била проста година.

## Догађаји
- Краљ Лудвиг II Немачки дели Источнофраначко краљевство између своја три сина. Карломан добија Баварску (са земљама уз реку Ин), Лудвиг Млађи добија Саксонију (са Франконијом и Тирингијом), а Карло Дебели добија Швабију (са Рецијом). Лудвиг организује бракове са локалном аристократијом, како би његови синови држали битне територије дуж граница.
- Велика паганска војска (са вероватно не више од 1.000 људи) Викинга, предвођена Иваром Бескосним и Халфданом Рагнарсоном, врши инвазију на Источну Англију. Источноанглијски краљ Едмунд купује мир залихама коња.
- Викиншког краља Рагнара Лодброка заробљавају Нортамбријанци у борби и убијају га по наређењу краља Еле од Нортамбрије.
- Краљ Етелберт од Весекса умире након 5 година владавине и наслеђује га брат Етелред.

- Заузимање Кијева од стране Варјашких Руса Асколда и Дира.
- Писмо папе Николе I Цариграду, у коме се помињу Руси као још увек претежно пагани.
- Византијски цар Михаило III и патријарх Фотије послали су епископа и свештенике за ширење хришћанства међу Словенима и Варјазима, од којих су неки, под утицајем контаката са Византијом, примили хришћанство 860-их година.
- Опсада Цариграда од стране руских трупа (према Повест минулих лета).

## Смрти
- Етелбалд, краљ Весекса
- Преподобни Петар патриције, хришћански светитељ